# دون جونز (فنان)
دون جونز (بالإنجليزية: Don Jones) هو فنان أمريكي، ولد في 15 مارس 1923، وتوفي في 28 يناير 2015.